# Neottiglossa pusilla
Neottiglossa pusilla ist eine Wanze aus der Familie der Baumwanzen (Pentatomidae).

## Merkmale
Die Wanzen werden 4,5 bis 6,0 Millimeter lang. Sie sind blass braun gefärbt, mit blasseren Rändern am Pronotum und Hinterleib. Ein feiner blasser Längsstreifen verläuft mittig über das Pronotum und das Schildchen (Scutellum). Der verhältnismäßig kurze und breite Kopf ist vorne eher abgeflacht. Das dritte Glied der Fühler ist gut halb so lang, wie das zweite. Die letzten beiden Glieder sind dunkel gefärbt.

## Verbreitung und Lebensraum
Die Art ist in der Paläarktis weit verbreitet und kommt von Nordafrika über Europa (mit Ausnahme des hohen Nordens) über Zentralasien bis nach China vor. In Mitteleuropa kommt die Art überall vor, ist allerdings nur stellenweise verbreitet und nur lokal häufig. Sie ist im Norden seltener als im Süden. In den Alpen findet man sie bis über 1000 Meter Seehöhe. Besiedelt werden offene bis halbschattige Graslebensräume. In Großbritannien tritt die Art lokal im Süden und Zentrum Englands auf Grasland auf.

## Lebensweise
Man findet die Tiere an verschiedenen Süßgräsern (Poaceae), wie etwa Rispengräsern (Poa), wobei man nicht weiß, ob es bestimmte Nahrungspflanzen gibt. Die Art soll auch an Seggen (Carex), Familie der Sauergrasgewächse (Cyperaceae), saugen. Die adulten Tiere der neuen Generation treten ab August auf.

## Belege